# Miranda Camera

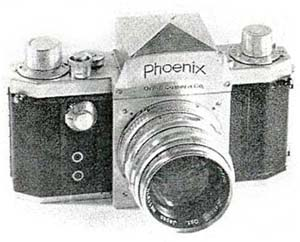
Orion Phoenix

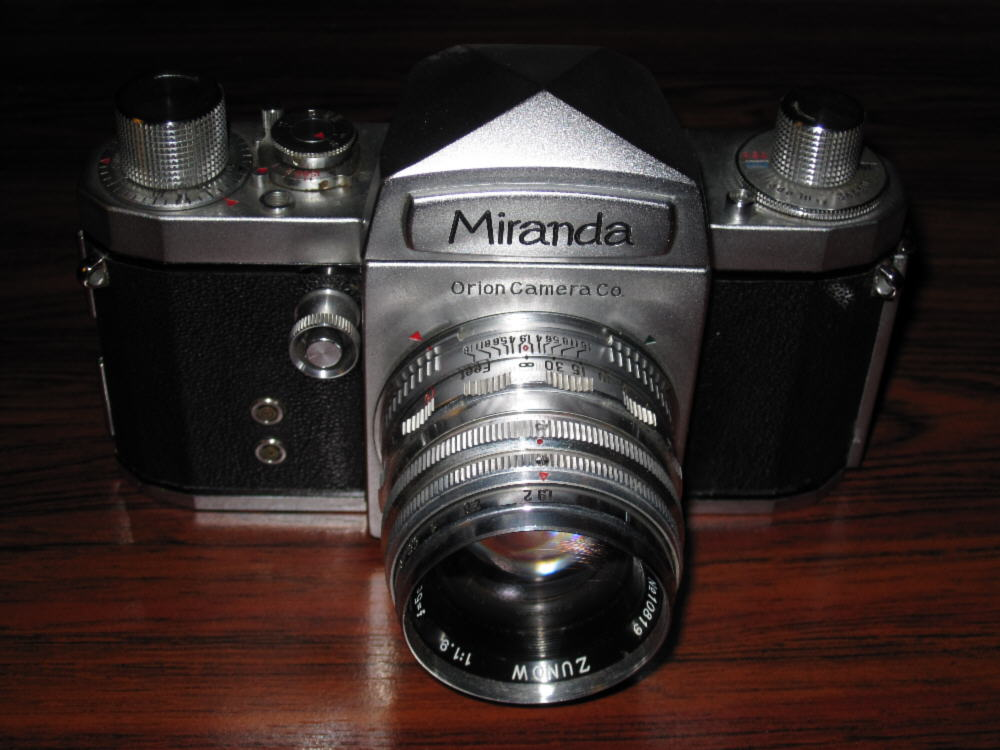
Orion Miranda T

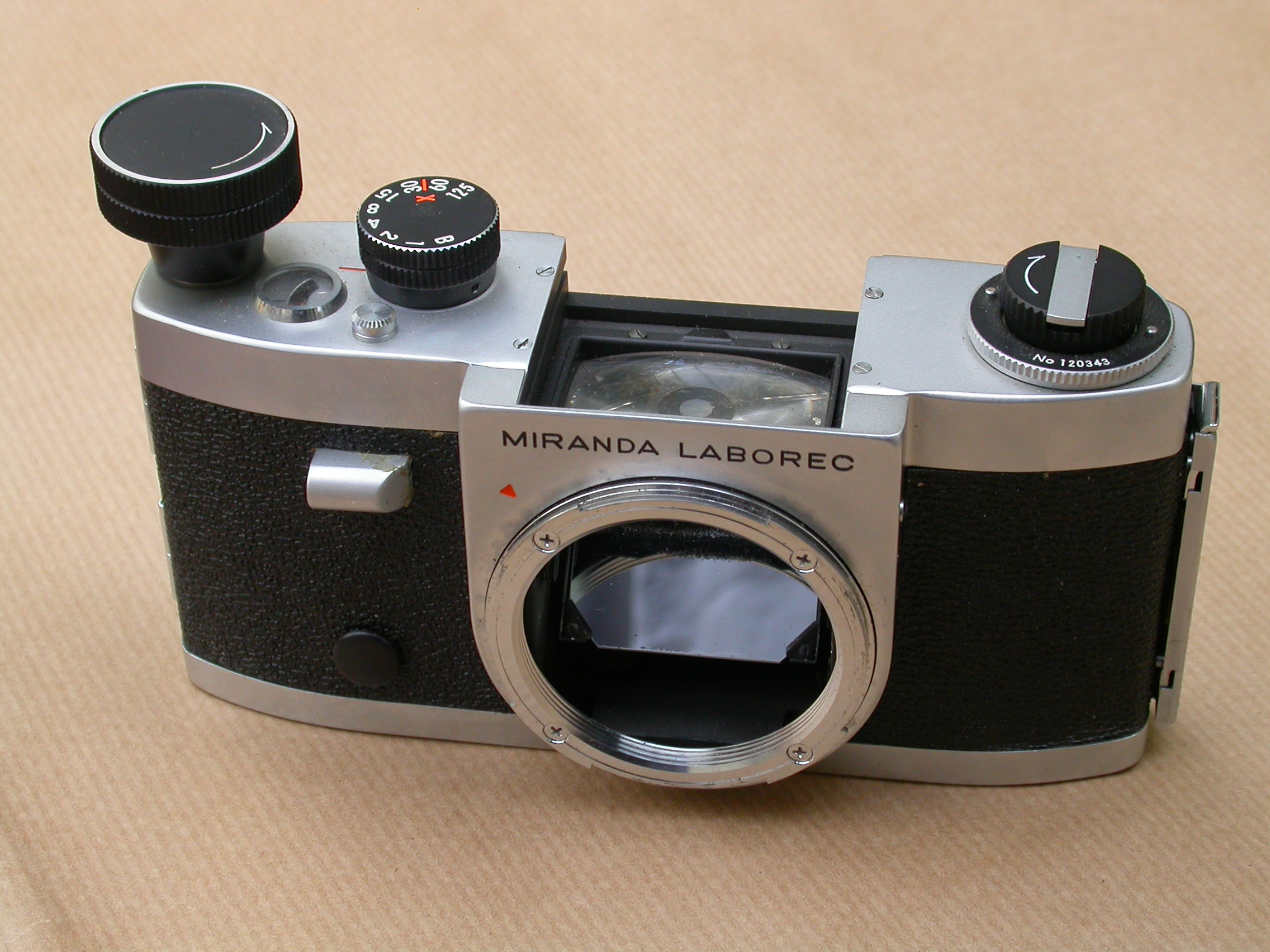
Miranda Laborec

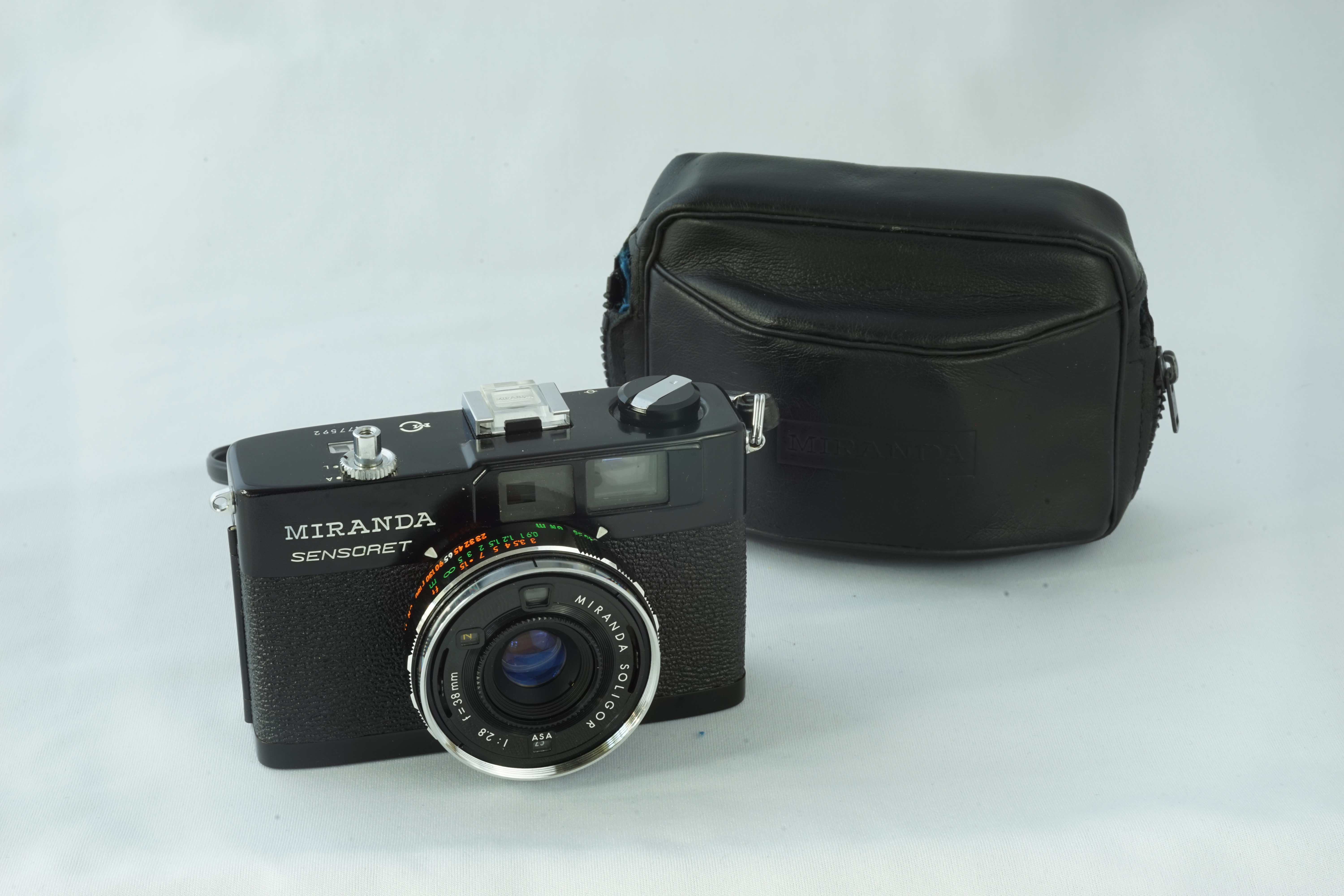
Miranda Sensoret

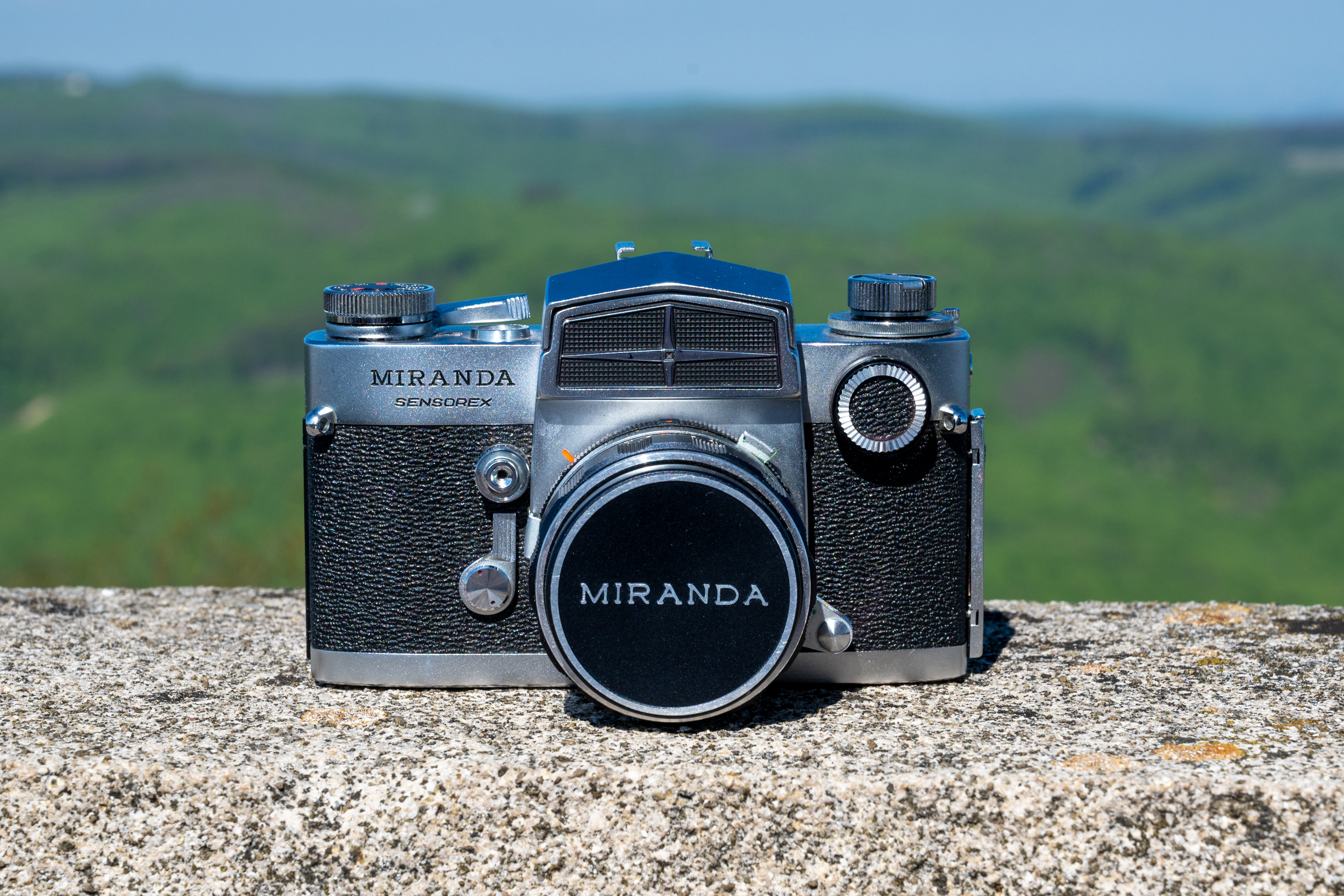
Miranda Sensorex

Miranda Camera K.K. (jap. ミランダカメラ株式会社, Miranda Kamera Kabushiki kaisha, engl. Miranda Camera Company), bis 1957 Orion Camera K.K. (オリオンカメラ株式会社, Orion Kamera Kabushiki-gaisha, engl. Orion Camera Company), war ein japanisches Unternehmen, das zwischen 1955 und 1976 Kameras herstellte. Die erste Kamera war die Miranda T und die meisten Modelle waren Kleinbildkameras. Im Gegensatz zu vielen anderen japanischen Kameraherstellern stellte Miranda keine eigenen Objektive her, sondern bezog sie von Fremdherstellern.

## Geschichte
Miranda-Kameras waren eine Linie von Qualitätskameras. Das Sortiment umfasste mehr als 30 Modelle, vom ersten Prototyp aus dem Jahre 1953 bis zum letzten Modell im Jahr 1976. Viele hatten für ihre Zeit fortschrittliche oder anspruchsvolle Funktionen. Fast alle Miranda SLR haben grundsätzlich den gleichen Objektivanschluss, aber der Anschluss wurde über die Jahre komplexer für die Unterbringung der Übertragung von Blenden- und Messdatenkontrollen.
In den USA wurden die Kameras von Allied Inpex Corporation (AIC) vertrieben, die ab September 1968 – als sie auch die Deutschlandtochter Soligor gründeten – bei Miranda einstiegen und 1969 zu 100 % erwarben. Im Dezember 1976 ging Miranda insolvent. 1978 erschien eine Miranda K-mount die jedoch von Chimco (CIMKO) hergestellt wurde. In den frühen 1980er Jahren erwarb das britische Einzelhandelsunternehmen Dixons die Rechte an der Marke Miranda und verwendete sie für Kameras des Herstellers Cosina.

## Kameramodelle
Alle Spiegelreflexkameras (SLR), mit Ausnahme des Modells dx-3, hatten austauschbar Pentaprismen (entriegelt durch das Bewegen einer Taste oder durch das Drehen des unteren Teils des Rückspulknopfes) und einen einzigartigen Dual-Objektivanschluss; ein externes Bajonett oder ein 44-Millimeter-Schraubgewinde im Spiegelkasten.
| Modell                                                   | Art          | Baujahr   | Anmerkung                                                   |
| -------------------------------------------------------- | ------------ | --------- | ----------------------------------------------------------- |
| Phoenix                                                  | SLR          | 1953      | Prototyp                                                    |
| T                                                        | SLR          | 1955      | chrom und schwarz – Orion Camera Co.                        |
| T                                                        | SLR          | 1956      | Miranda Camera Co.                                          |
| T II                                                     | SLR          | 1957      |                                                             |
| A                                                        | SLR          | 1958      |                                                             |
| A II                                                     | SLR          | 1958      |                                                             |
| B                                                        | SLR          | 1958      |                                                             |
| C                                                        | SLR          | 1959      | chrom und schwarz                                           |
| S                                                        | SLR          | 1959      | chrom und schwarz                                           |
| ST                                                       | SLR          | 1959      | chrom und schwarz                                           |
| Automex                                                  | SLR          | 1960      |                                                             |
| D                                                        | SLR          | 1960–1962 |                                                             |
| D II                                                     | SLR          | 1960–1962 |                                                             |
| DR                                                       | SLR          | 1962      | chrom und schwarz                                           |
| Automex II                                               | SLR          | 1963      |                                                             |
| F                                                        | SLR          | 1963      | chrom und schwarz                                           |
| Automex III                                              | SLR          | 1964      |                                                             |
| FM                                                       | SLR          | 1964      | chrom und schwarz                                           |
| G                                                        | SLR          | 1965–1966 | chrom und schwarz                                           |
| FT                                                       | SLR          | 1966      | chrom und schwarz                                           |
| Fv                                                       | SLR          | 1966      | chrom und schwarz                                           |
| GM                                                       | SLR          | 1966      |                                                             |
| Sensorex                                                 | SLR          | 1966–1971 | chrom und schwarz                                           |
| GT                                                       | SLR          | 1964      | chrom und schwarz                                           |
| Sensomat                                                 | SLR          | 1968–1973 | chrom und schwarz                                           |
| Mirax Laborec                                            | SLR          | 1968      | Laborkamera ohne M44 + 2 Bajonette, Lupensucher             |
| Mirax Laborec II                                         | SLR          | 1968      | Laborkamera, senkrechter Prismensucher                      |
| Sensomat RE                                              | SLR          | 1971–1976 | chrom und schwarz                                           |
| Mirax Laborec Electro-D                                  | SLR          | 1972      | Laborkamera, eingebauter Motor                              |
| Sensorex II                                              | SLR          | 1972–1977 | chrom und schwarz                                           |
| Sensorex EE                                              | SLR          | 1972–1977 | chrom und schwarz                                           |
| Sensonet                                                 | Sucherkamera | 1972      | chrom – auch als Solingor                                   |
| Sensonet                                                 | Sucherkamera | 1972      | schwarz grau, gelbgrün, blau rot                            |
| TM                                                       | SLR          | 1974      | M42-Gewinde, auch als Soligor TM und Pallas TM              |
| Laborec                                                  | SLR          | 1975      | Laborkamera                                                 |
| Laborec II                                               | SLR          | 1975      | Laborkamera                                                 |
| Sensomat RE II                                           | SLR          | 1975–1977 | chrom und schwarz                                           |
| DX-3                                                     | SLR          | 1975–1977 | chrom und schwarz                                           |
| TM-2                                                     | SLR          | 1976      | chrom und schwarz, auch als Pallas TM II                    |
| Sensorex EE-2                                            | SLR          | 1976      | chrom und schwarz                                           |
| Fremdhersteller, aber unter der Marke Miranda vertrieben |              |           |                                                             |
| Micro 35 EF                                              | Sucherkamera | 1983      | schwarz, rot, blau, olive                                   |
| Micro M 35                                               | Sucherkamera | 1989      | Objektivklappe                                              |
| MS-1                                                     | SLR          | um 1986   | von Cosina hergestellte Modelle in UK von Dixons vertrieben |
| MS-2                                                     | SLR          | um 1986   | von Cosina hergestellte Modelle in UK von Dixons vertrieben |
| MS-3                                                     | SLR          | um 1986   | von Cosina hergestellte Modelle in UK von Dixons vertrieben |

Daten aus Kadlubeks Kamera-Katalog.